# Battaglia di Laing's Nek
La battaglia di Laing's Nek è uno scontro militare combattuto il 28 gennaio 1881 tra le truppe dell'Impero britannico e i ribelli boeri nell'ambito della prima guerra boera.
Fu il più grande tra gli scontri del piccolo conflitto sudafricano, vedendo la partecipazione di oltre 4 000 uomini. La battaglia fu vinta nettamente dai ribelli, che riuscirono a prevalere nettamente sulle truppe inglesi.

## Antefatti
Nel corso degli anni settanta del XIX secolo, il conflitto di interessi tra l'imperialismo britannico e la popolazione boera divenne sempre più marcato, particolarmente per gli immensi interessi economici che giravano attorno all'industria mineraria. Questi conflitti portarono i boeri a sviluppare una forte identità nazionale, cementata in particolare dall'odio verso i britannici colonizzatori visti come invasori. Le continue manifestazioni anti-britanniche spinsero i governanti della Colonia del Capo ad imporre alcuni provvedimenti, tra i quali l'atto unilaterale con cui nel 1877 il Transvaal fu obbligato ad accettare di essere annesso alla Colonia del Capo e il Peace Preservation Act dell'anno seguente, con cui i britannici imposero il disarmo forzato di tutte le minoranze.
La reazione boera non si fece attendere e nel 1880 essi autoproclamarono il Transvaal come repubblica indipendente. Il governo coloniale britannico inviò a Pretoria il 94º reggimento di fanteria per tenere la situazione sotto controllo, ma nella battaglia di Bronkhorstspruit le forze del colonnello Anstruther vennero annientate. Senza attendere i rinforzi, l'Alto commissario per l'Africa Orientale Britannica, il generale sir George Pomeroy Colley, raccolse tutte le truppe che poteva e si precipitò verso il Transvaal, inviando un ultimatum ai boeri che venne respinto.

## La battaglia
Le forze inglesi e quelle boere entrarono in contatto a Laing's Nek, un crinale ai piedi dei Monti dei Draghi sulla strada che univa il Natal e il Transvaal. I britannici potevano contare su 1 216 uomini, di cui 150 cavalieri, e 4 cannoni, i boeri guidati da Piet Joubert disponevano di circa 2 000 uomini.
La mattina del 28 gennaio 1881 gli inglesi provarono a forzare il passo ma prima la cavalleria e poi la fanteria del 58º Reggimento furono duramente respinte dal fuoco boero che proveniva dalle trincee posizionate sulle alture circostanti. Solo l'intervento di due compagnie di fanteria inglese riuscirono ad evitare il peggio e a coprire la ritirata. Gli inglesi persero quasi 200 uomini (84 morti, 113 feriti e 2 prigionieri), le perdite boere furono di 41 unità (14 morti e 27 feriti).